# Butare
Huye
Butare (renommée officiellement en 2006 du nom de Huye) est la principale ville de la province du Sud au Rwanda.

## Histoire

### Toponymie
La ville fut fondée en 1920 sous le nom d'Astrida, en hommage à la reine Astrid, durant la période coloniale belge.
Après l'indépendance du Rwanda en 1962, le nom de la ville a été changé en Butare.
Avant la réforme administrative de 2006, Butare était aussi la capitale d'une province (préfecture jusqu'en 2002) à laquelle elle donnait son nom. La ville a ensuite été incorporée dans le district de Huye, dont elle a pris le nom en 2006, mais le nom Butare reste principalement utilisé.

### Génocide
Du 7 au 21 avril 1994, la région de Butare fut épargnée par le génocide. À partir de cette date, à la suite du discours de Théodore Sindikubwabo, président du gouvernement intérimaire rwandais, et à l'assassinat du préfet Jean-Baptiste Habyarimana (sans lien de parenté avec Juvénal Habyarimana), le génocide déferlera aussi dans cette région.

## Enseignement et culture
Butare est le siège de l'Université du Rwanda fondée en 2013 résultant de la fusion des universités publiques et de l'université nationale du Rwanda. Malgré l'ouverture de diverses universités et écoles supérieures à Kigali, Butare continue à être considérée par les Rwandais comme la « capitale universitaire » de leur pays. 
Butare abrite également le Musée ethnographique (anciennement Musée national du Rwanda).

## Transports
La ville est reliée par le transport aérien avec l'aéroport de Butare.
Elle est reliée à Kigali par la Route nationale 1.

## Lieux de culte

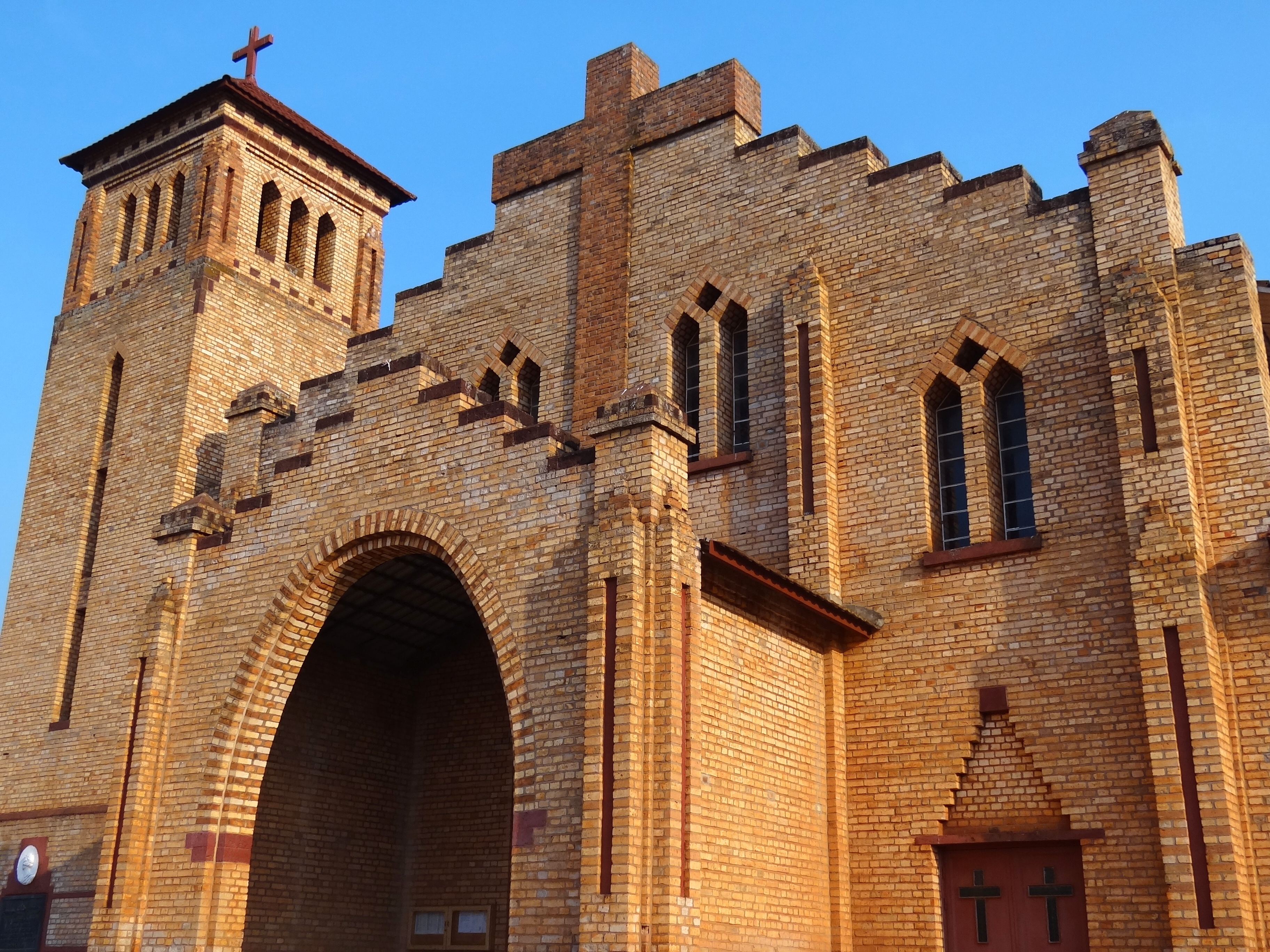
Façade de la cathédrale catholique Notre-Dame de la Sagesse.

Parmi les lieux de culte, il y a principalement des églises et des temples chrétiens : Diocèse de Butare (Église catholique), Lutheran Church of Rwanda (Fédération luthérienne mondiale), Province of the Anglican Church of Rwanda (Communion anglicane), Union des églises baptistes au Rwanda (Alliance baptiste mondiale) Assemblées de Dieu . Il y a aussi des mosquées musulmanes.

## Personnalités
- Agathe Uwilingiyimana, née à Butare, dans la commune de Nyaruhengeri, en 1953. Première femme à accéder au poste de premier ministre du Rwanda et opposante au régime des extrémistes Hutu.
- Monique Mujawamariya, militante des droits de l'homme, née à Butare en 1955.
- Mathilde Mukantabana, diplomate, est née à Butare en 1958.
- Beata Umubyeyi Mairesse, auteure franco-rwandaise, est née à Butare en 1979.
- Claire Karekezi, née à Butare en 1983 est la première neurochirurgienne rwandaise.

## Jumelages
- Wevelgem (  Belgique)
- Castres (  France)

## Dans la culture
Le chanteur franco-rwandais Gaël Faye a écrit une chanson intitulée Butare, présente sur son EP Mauve Jacaranda sorti en 2022.

### Articles liés
- La Fondation Astrida instituée par le roi Baudouin.